# Eutanyacra valdenigra
Eutanyacra valdenigra är en stekelart som beskrevs av Heinrich 1958. Eutanyacra valdenigra ingår i släktet Eutanyacra och familjen brokparasitsteklar. Inga underarter finns listade i Catalogue of Life.